# Joel Courtney
Joel Courtney (Monterey, Kalifornia, 1996. január 31. –) amerikai színész.
Legismertebb filmes szerepe Joseph "Joe" Lamb Steven Spielberg és J. J. Abrams Super 8 című 2011-es sci-fi filmjében. Alakítását méltatták a kritikusok és egy Szaturnusz-díjat is megnyert vele. A The Kissing Booth című 2018-as romantikus vígjátékban Lee Flynn szerepét kapta meg.
Courtney televíziós sorozatokban is játszik, a CW csatorna egy évadot megélt, A hírnökök című 2015-ös sorozatában főszerepben látható.

## Gyermekkora és színészi pályafutása
1996. január 31-én született a kaliforniai Monterey városában és az idahói Moscowban nőtt fel.
A filmszakmába teljesen véletlenül csöppent bele: a 2010-es év nyári szünetében Los Angelesbe utazott Caleb nevű testvéréhez, azzal a céllal, hogy reklámszerepet kapjon és keressen száz dollárt. Egy casting ügynök tanácsára Courtney felkereste J. J. Abrams rendezőt annak készülő filmjével kapcsolatban. Abrams felfigyelt a színészi tapasztalattal nem rendelkező fiúra és tizenegy visszahívást követően főszerepet adott neki Steven Spielberggel közösen készített, Super 8 című filmjében. „J.J. hatalmas kockázatot vállalt velem. Nem volt tapasztalatom. Tökéletesen ismeretlennek számítottam. De J.J. meglátott bennem valamit és hálás vagyok, hogy így tett.” – árulta el később Courtney. A film sikert aratott és a színész Szaturnusz-díjat nyert legjobb fiatal színész kategóriában.
Kisebb filmes szerepek után 2014-ben ismét főszereplőként tűnt fel a Mercy című horrorfilmben és a Tom Sawyer és Huckleberry Finn című kalandfilmben.
2015-ben A hírnökök című televíziós sorozat főszerepében játszott. A sorozatot egy évad után törölték a műsorról.

## Filmográfia

### Film
| Év   | Magyar cím                     | Eredeti cím                   | Szerep            | Magyar hang  |
| ---- | ------------------------------ | ----------------------------- | ----------------- | ------------ |
| 2011 | Super 8                        | Super 8                       | Joseph "Joe" Lamb | Ducsai Ábel  |
| 2012 |                                | Spare Time Killers            | fiatal Tony       |              |
| 2013 |                                | Don't Let Me Go               | Nick Madsen       |              |
| 2014 |                                | Sins of our Youth             | David             |              |
| 2014 | Mercy                          | Mercy                         | Buddy Bruckner    | Bogdán Gergő |
| 2014 | Tom Sawyer és Huckleberry Finn | Tom Sawyer & Huckleberry Finn | Tom Sawyer        | Boldog Gábor |
| 2016 | Kedves Eleanor                 | Dear Eleanor                  | Billy Hobgood     | Morvay Bence |
| 2016 |                                | The River Thief               | Diz               |              |
| 2017 |                                | F the Prom                    | Cole Reede        |              |
| 2018 | Hasonulás                      | Assimilate                    | Zach Henderson    | Boldog Gábor |
| 2018 | A csókfülke                    | The Kissing Booth             | Lee Flynn         | Miller Dávid |
| 2020 | A csókfülke 2.                 | The Kissing Booth 2           | Lee Flynn         | Miller Dávid |
| 2021 | A csókfülke 3.                 | The Kissing Booth 3           | Lee Flynn         | Miller Dávid |
| 2022 | Beteg                          | Sick                          | Tyler             | Miller Dávid |
| 2023 | Jézus szabad forradalma        | Jesus Revolution              | Greg Laurie       |              |
| 2024 | Nem kispályás                  | Players                       | Pici              | Berkes Bence |

### Televízió
| Év   | Magyar cím                | Eredeti cím                     | Szerep           | Megjegyzések |
| ---- | ------------------------- | ------------------------------- | ---------------- | ------------ |
| 2011 |                           | R. L. Stine's The Haunting Hour | John Westmore    | 2 epizód     |
| 2012 |                           | Rogue                           | Griffin Jones    | tévéfilm     |
| 2015 | A hírnökök                | The Messengers                  | Peter Moore      | 13 epizód    |
| 2016 | A S.H.I.E.L.D. ügynökei   | Agents of S.H.I.E.L.D.          | Nathanael Malick | 1 epizód     |
| 2017 | APB – A milliárdos körzet | APB                             | Luke             | 1 epizód     |
| 2020 | Csoportos csevegés        | Group Chat with Annie & Jayden  | önmaga           | 1 epizód     |

## Fontosabb díjak és jelölések
| Év   | Díj                | Kategória                                              | Jelölt mű | Eredmény |
| ---- | ------------------ | ------------------------------------------------------ | --------- | -------- |
| 2011 | Teen Choice Awards | legjobb új férfi színész                               | Super 8   | Jelölve  |
| 2011 | Teen Choice Awards | legjobb, szereplők közötti „kémia”                     | Super 8   | Jelölve  |
| 2011 | Young Artist Award | legjobb játékfilmes alakítás (fiatal férfi főszereplő) | Super 8   | Jelölve  |
| 2011 | Young Artist Award | legjobb játékfilmes alakítás (fiatal szereplőgárda)    | Super 8   | Jelölve  |
| 2011 | Szaturnusz-díj     | legjobb fiatal színész                                 | Super 8   | Elnyerte |

## Fordítás
- Ez a szócikk részben vagy egészben  a   Joel Courtney című angol Wikipédia-szócikk fordításán alapul.  Az eredeti cikk szerkesztőit annak laptörténete sorolja fel. Ez a jelzés csupán a megfogalmazás eredetét és a szerzői jogokat jelzi, nem szolgál a cikkben szereplő információk forrásmegjelöléseként.